# Ajitnath

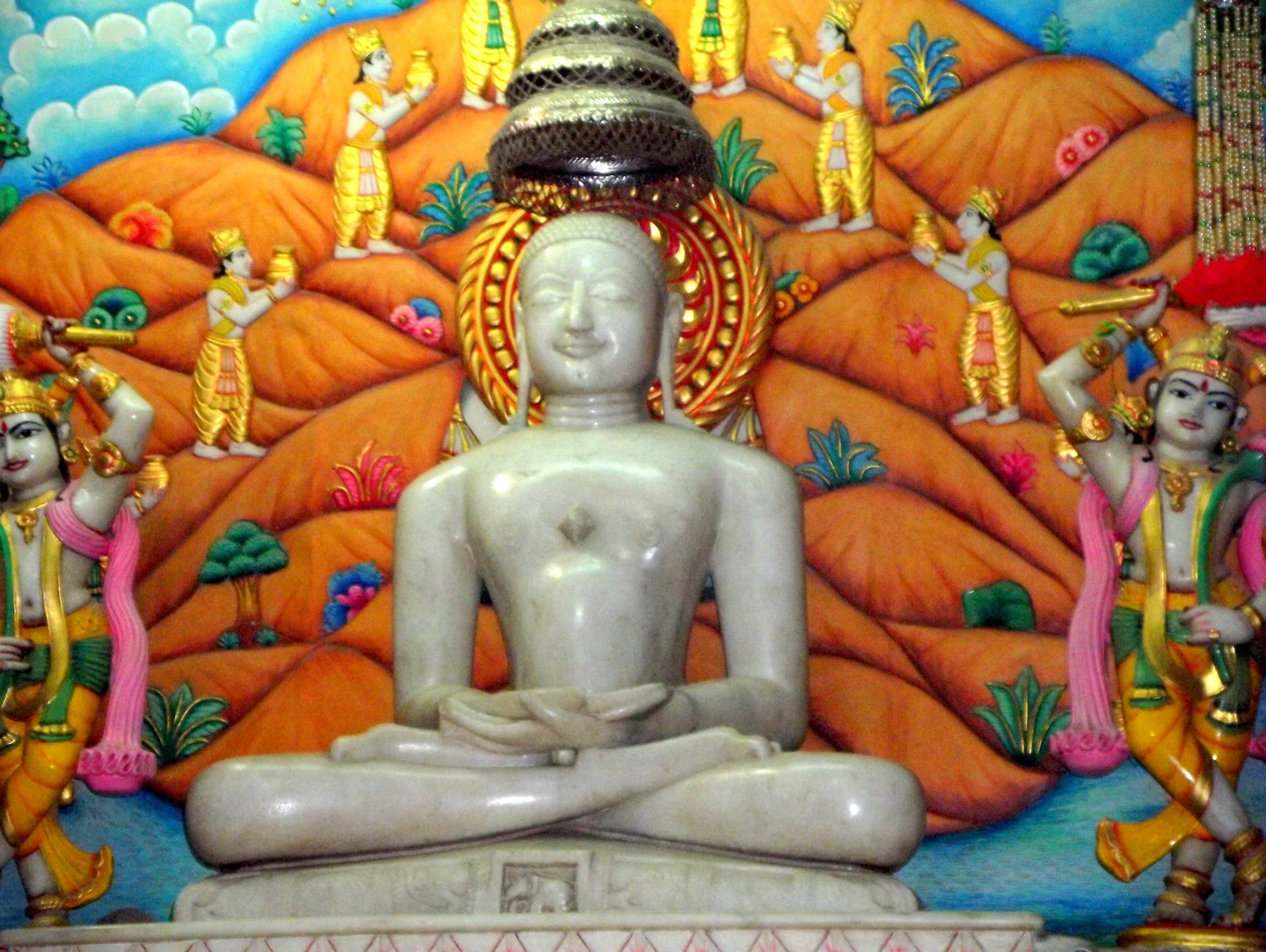
Une statue d'Ajitnath

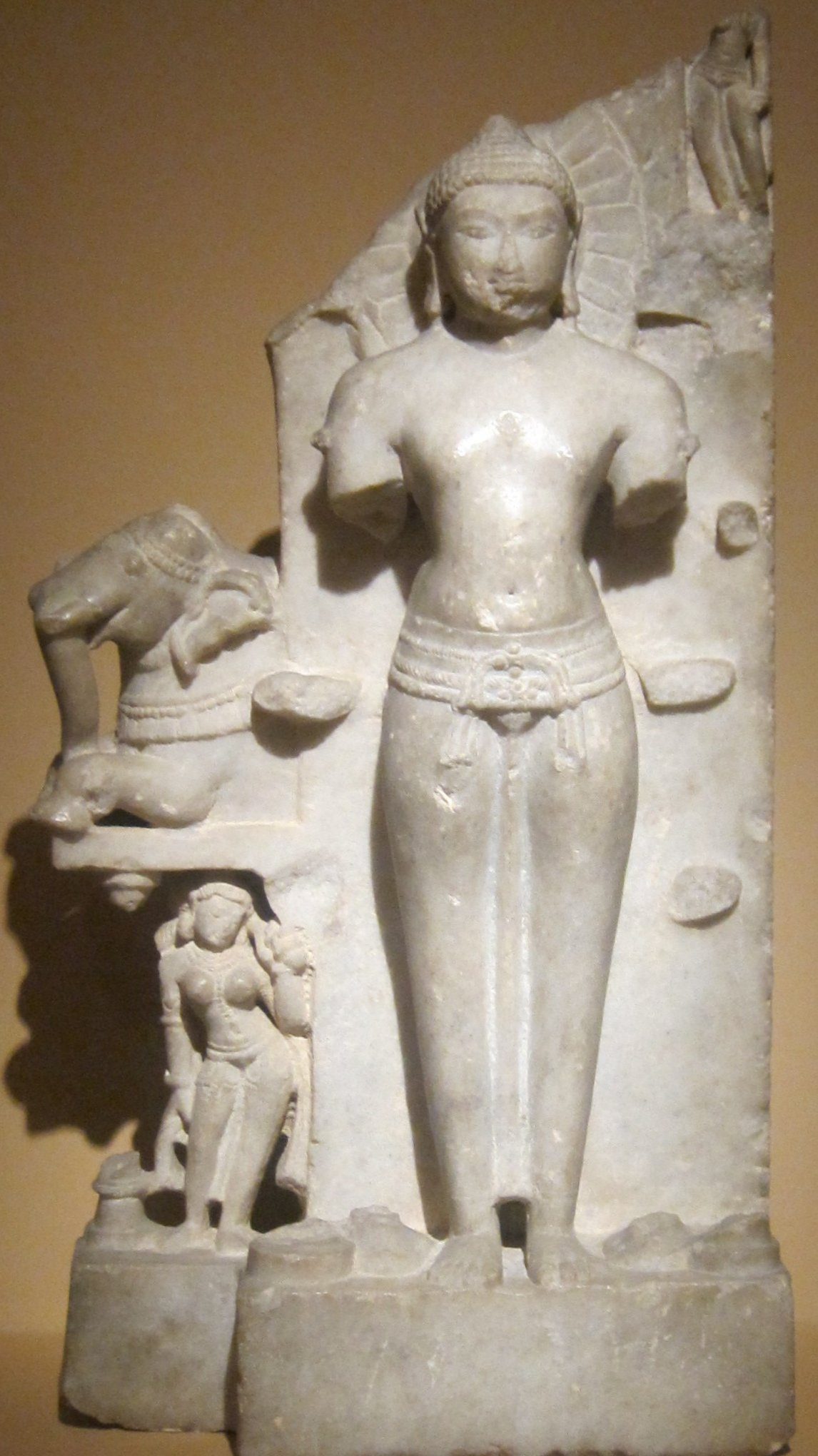
Une statue en marbre d'un jaïn, sans doute Ajitnath.

Ajitnath ou Ajitnatha est le deuxième Tirthankara, un maître éveillé du jaïnisme.
Bien que l'histoire ait retenu peu de chose sur lui, Ajitnath aurait été un roi de la même lignée que Rishabhanatha le premier Tirthankara. Il vécut donc dans la région d'Ayodhya, en Inde; et après des années de royauté il a suivi la voie du renoncement et est devenu moine. Il a alors atteint le nirvana après plusieurs années de prières et d'austérités. Son symbole est l'éléphant.